# Port Palace Hôtel
Port Palace Hôtel är ett fyrstjärnigt hotell som ligger på 7 Avenue Président J.F. Kennedy i La Condamine i Monaco. Hotellet har 50 hotellrum. Port Palace har en restaurang och den heter La Marée och som ingår i en rysk skaldjursrestaurangkedja med samma namn, den ersatte den förra restaurangen La Mandarine som hade en Michelinstjärna mellan 2009 och 2012.
Hotellet uppfördes 2003.